# Moritzoppia keilbachi
Moritzoppia keilbachi är en kvalsterart som först beskrevs av Johann Wilhelm Karl Moritz 1969.  Moritzoppia keilbachi ingår i släktet Moritzoppia och familjen Oppiidae. Inga underarter finns listade i Catalogue of Life.